# 2000 EM26
2000 EM26 est un astéroïde Aten potentiellement dangereux d'environ 270 mètres de diamètre.

## Historique
Se déplaçant à une vitesse d'environ 12,37 kilomètres par seconde, il devait passer à environ 3,4 millions de kilomètres (l'estimation oscille entre 2,7  et   20 millions de kilomètres) de la Terre le 18 février 2014, vers 2H GMT, soit environ 9 fois (~ 8 à 53 fois) la distance Terre-Lune.
Cependant, il n'a pas été repéré par les télescopes le jour en question. Les calculs de trajectoire étaient trop imprécis, l'arc d'observation n'était alors que de 9 jours et l'astéroïde était plus éloigné que prévu et situé environ 75 degrés au-delà de la trajectoire estimée.
Il a ensuite été perdu et a été retrouvé début 2017, son orbite est maintenant bien connue.